# フォルクナーケイン
フォルクナー ケイン（Falconer Kane、1997年6月7日 - ）は、オーストラリア、パース出身のラグビー選手。

## プロフィール
- ポジションはナンバーエイト(No8)、フランカー(FL)。
- 身長 186cm、体重 98kg
- ニックネームはKane。
- 日本国籍を保有している[1]。

## 略歴
13歳からラグビーを始めた。
クライストチャーチボーイズ高校を経て、2016年、キヤノンイーグルスに加入。
2018年、キヤノンイーグルスを退団した。